# Dekanat Reszel
Dekanat Reszel – jeden z 21 dekanatów w rzymskokatolickiej archidiecezji warmińskiej.

## Parafie
W skład dekanatu wchodzi 13 parafii:
- parafia św. Macieja Apostoła i Najdroższej Krwi Jezusa Chrystusa – Bisztynek
- parafia Najświętszej Maryi Panny Ostrobramskiej Matki Miłosierdzia – Drogosze
- parafia św. Mikołaja Biskupa – Grzęda
- parafia Podwyższenia Krzyża Świętego – Korsze
- parafia św. Marii Magdaleny – Leginy
- parafia Najświętszej Maryi Panny Zwycięskiej – Łabędnik
- parafia św. Jana Chrzciciela – Łankiejmy
- parafia Narodzenia Najświętszej Maryi Panny – Paluzy
- parafia Świętych Apostołów Piotra i Pawła – Reszel
- parafia św. Jodoka – Sątopy
- parafia św. Anny – Sokolica
- parafia Nawiedzenia Najświętszej Maryi Panny – Święta Lipka
- parafia św. Jana Chrzciciela – Unikowo

## Sąsiednie dekanaty
Bartoszyce, Biskupiec Reszelski, Jeziorany, Kętrzyn I – Południowy Zachód, Kętrzyn II – północny wschód, Mrągowo I, Sępopol